# Хертек, Саян Калдар-оолович
Саян Калдар-оолович Хертек (род. 5 сентября 1987) — российский самбист и дзюдоист. Трёхкратный чемпион мира по самбо (Сочи-2017, Бишкек-2022, Ереван-2023), многократный чемпион России по самбо, призёр чемпионата Европы по самбо, обладатель Кубка мира по самбо, призёр чемпионатов России по дзюдо. Мастер спорта России по дзюдо, заслуженный мастер спорта России по самбо (2018). Проживает в Москве.

## Спортивные результаты

### Самбо
- Чемпионат России по самбо 2012 — ;
- Чемпионат России по самбо 2013 — ;
- Кубок России по самбо 2013 — ;
- Чемпионат России по самбо 2015 — ;
- Чемпионат России по самбо 2017 — ;
- Чемпионат России по самбо 2018 — ;
- Чемпионат России по самбо 2019 — ;
- Чемпионат России по самбо 2020 — ;
- Чемпионат России по самбо 2021 — ;
- Чемпионат России по самбо 2022 — ;
- Самбо на Всероссийской спартакиаде 2022 — ;
- Чемпионат России по самбо 2023 — ;
- Чемпионат России по самбо 2024 — ;

### Дзюдо
- Чемпионат России по дзюдо 2015 — ;
- Чемпионат России по дзюдо 2016 — .